# Fédération internationale de la médaille d’art
Die Fédération internationale de la médaille d’art (Kürzel: FIDEM, engl.: International Art Medal Federation) ist die internationale Gesellschaft für die Kunstmedaille. Die Gesellschaft wurde 1937 in Paris von Förderern der Medaillenkunst aus acht europäischen Ländern gegründet. Ihr erster Präsident wurde André Arthus-Bertrand, Direktor des seit 1803 bestehenden Familienunternehmens Arthus-Bertrand, damals und bis heute führender französischer Hersteller von Medaillen. Die FIDEM führt seitdem – mit Unterbrechung in den Jahren des Zweiten Weltkrieges – im zweijährigen Turnus Kongresse durch, die seit dem III. Kongress 1949 in Paris jeweils mit einer Weltausstellung zur zeitgenössischen Medaillenkunst verbunden sind. Ihre Ziele sind: Förderung und Verbreitung der Medaillenkunst auf internationaler Ebene und die Steigerung des Bewusstseins für das Genre, die Geschichte und Technologie von Kunstmedaillen. Dies geschieht auch durch zahlreiche Veröffentlichungen und die Organisation internationaler Veranstaltungen. Die Biennale soll außerdem den Austausch unter den Künstlern fördern.
Die FIDEM ist heute in über 40 Ländern weltweit tätig. Jedes Land wird durch einen Delegierten und einen Vizedelegierten vertreten, die regelmäßigen Kontakt zu den Künstlern, FIDEM-Mitgliedern und anderen an der Medaillenkunst interessierten Personen pflegen. Die FIDEM gibt seit 1939 die Zeitschrift Médailles heraus, von der bislang 67 Bände erschienen sind. Vorsitzender der Gesellschaft ist derzeit der britische Numismatiker Philip Attwood.

## FIDEM-Kongresse
Die Kongresse und Ausstellungen im 20. Jahrhundert hatten seit der Nachkriegszeit folgende Gastgeber: Paris 1949, Madrid 1951, Rom 1953,  Stockholm 1955, Paris 1957, Wien 1959, Rom 1961, Den Haag 1963, Athen 1966, Paris 1967, Prag 1969, Köln 1971 als „Intermedaille“, Helsinki 1973, Krakau 1975, Budapest 1977, Lissabon 1979, Florenz 1983, Stockholm 1985, Colorado Springs 1987, Helsinki 1990, London 1992, Budapest 1994, Neuchâtel 1996 und Leiden 1998.
Die Stationen im 21. Jahrhundert waren bisher:
- XXVII. FIDEM-Kongress 2000 in Weimar[4]
- XXVIII. FIDEM-Kongress 2002 in Paris
- XXIX. FIDEM-Kongress 2004 in Seixal
- XXX. FIDEM-Kongress 2007 in Colorado Springs
- XXXI. FIDEM-Kongress 2010 in Tampere
- XXXII. FIDEM-Kongress 2012 in Glasgow
- XXXIII. FIDEM-Kongress 2014 in Sofia
- XXXIV. FIDEM-Kongress 2016 in Ghent
- XXXV. FIDEM-Kongress 2018 in Ottawa
- XXXVI. FIDEM-Kongress 2021 in Tokio (online wegen der Covid-19-Pandemie)[5]
- XXXVII. FIDEM-Kongress 2023 in Florenz

Der XXXVIII. FIDEM-Kongress wird 2025 in München stattfinden.

## Preise

### Grand Prix der FIDEM
Auf dem Kongress 1992 in London wurde der Grand Prix der FIDEM eingeführt, der nach Prüfung durch eine vom Exekutiv- und Beratungsausschuss der FIDEM gewählte Jury für eine der ausgestellten Medaillen verliehen wird. Dies sind die bisherigen Preisträger:
- 1992: Maria Lugossy (Ungarn)
- 1994: Magdalena Dobrucka (Polen)
- 1996: Guus Hellegers (Niederlande)
- 1998: Joanna Troikowicz (Schweiz)
- 2000: Tibor Budahelyi (Ungarn)
- 2002: Bernd Göbel (Deutschland)
- 2004: Elisabeth Varga (Niederlande)
- 2007: Helder Batista (Portugal)
- 2010: Elly Baltus (Niederlande)
- 2012: Tetsuji Seta (Japan)
- 2014: Irina Suworowa (Russland)
- 2016: Ron Dutton (Großbritannien)
- 2018: Mashiko Nakashima (Japan)

### Preis FIDEM at 70
Im Jahr 2007 wurde dieser Preis anlässlich des 70-jährigen Bestehens der Gesellschaft ins Leben gerufen. Er wird an eine oder mehrere Personen verliehen, die sich durch ihre Unterstützung für die Welt der Medaille hervorheben. Seit seiner Gründung wurden mehr als dreißig Künstler mit diesem Preis ausgezeichnet. Zwischen 2007 und 2020 hat die FIDEM den FIDEM at 70-Preis an Personen und Institutionen für ihre Unterstützung der Medaillenkunst verliehen. Die zweiseitige Medaille, die während der Preisverleihungen auf den FIDEM-Kongressen verliehen wird, ist eine Kreation von Alessandro Verdi (Italien).

### FIDEM-Ehrenmedaille
Diese Medaille wurde 2020 als Preis geschaffen, der an Menschen für ihre Unterstützung der Medaillenkunst verliehen wird, und ersetzt die FIDEM-70-Medaille. Die Auswahl erfolgte im Rahmen eines Wettbewerbs, der aufgrund der Corona-Pandemie online stattfand. Bei dem Wettbewerb ging es um eine Medaille, die das Ethos der FIDEM und ihre Unterstützung der Kunst und des Studiums der Medaille, sowohl zeitgenössischer als auch historischer Natur, würdigt.
Die Medaille von Anna Wątróbska-Wdowiarska (Polen) ist heute die wichtigste Auszeichnung der FIDEM und wird an diejenigen verliehen, die die FIDEM bei ihren Zielen auf sehr bedeutende Weise unterstützt haben. Die Verleihung erfolgte erstmals im Rahmen des XXXVI. Online-Kongresses (Tokio) im Dezember 2021.